# Sabine River
Der Sabine River (spanisch Río de Sabinas) ist ein Fluss in Texas und Louisiana, der seinen Ursprung im Hunt County hat und nach 925 Kilometern in den Sabine Lake mündet, ein Ästuar, das wiederum über den Sabine Pass mit dem Golf von Mexiko verbunden ist.
Im Oberlauf wird er seit 1958 zum Lake Tawakoni, im mittleren Teil zum Toledo Bend Reservoir aufgestaut. Beide dienen Dallas als Wasserreservoirs. Vom Toledo Bend Reservoir abwärts bildet er die Ostgrenze von Texas zu Louisiana.
Was die Menge des geführten Wassers anbelangt, ist er der größte Fluss in Texas, da er den niederschlagreichsten Teil entwässert, insgesamt ein Gebiet von etwa 25.268 km². Von diesem Gebiet liegen 76 Prozent in Texas, der Rest in Louisiana. Kurz vor dem Golf von Mexiko bilden Neches River und Sabine River den Sabine Lake.

## Geschichte
Das Einzugsgebiet des Sabine wurde schon früh besiedelt. Archäologische Ausgrabungen bezeugen eine indianische Besiedlung in allen Epochen, beginnend mit der 12.000 Jahre alten Clovis-Kultur. 780 n. Chr. wanderten die Caddos ein, deren frühe Periode bis circa 1260 datiert wird. Der Fluss gab dem von 1806 bis 1821 existierenden Sabine Free State den Namen.

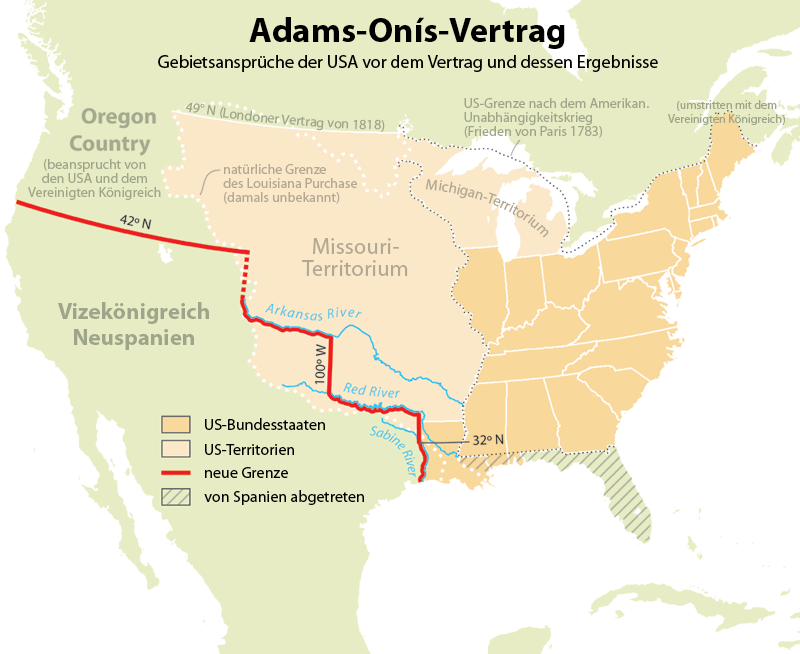
Der Sabine River als im Adams-Onis-Vertrag festgelegte Grenze zwischen dem US-amerikanischen Louisiana und dem spanischen Texas

1819 wurde die Grenze zwischen den Vereinigten Staaten und dem damaligen spanischen Vizekönigreich Neuspanien im Adams-Onís-Vertrag auf den Unterlauf des Sabine Rivers festgelegt. Die Grenzziehung hielt auch nach der Unabhängigkeit Mexikos 1822 noch bis 1836, als die Republik Texas sich für selbständig erklärte und 1845 in die Vereinigten Staaten aufgenommen wurde.
„Sabine“ wird hier vom spanischen Wort für „Zypresse“ abgeleitet, da er durch die mit Sumpfzypressen bestandenen Sümpfe im Osten von Texas fließt. Der Fluss selbst wurde 1716 durch Domingo Ramón entsprechend als Río de Sabinas bezeichnet.